# Fosser
Fosser är en tidigare tätort i Aurskog-Hølands kommun i Akershus fylke i sydöstra Norge. Orten ligger där fylkesväg 115 möter fylkesväg 1455, väster om insjön Fossersjøen, cirka tio kilometer söder om kommunens centralort Bjørkelangen.
Sedan 2013 räknas bebyggelsen i orten som en del av tätorten Løken.
Tidigare har orten tillhört dåvarande Hølands kommun, därefter dåvarande Nordre Hølands kommun.